# Aurelia Dobre
Aurelia Dobre född den 6 november 1972 i Bukarest, Rumänien, är en rumänsk gymnast.
Hon tog OS-silver i lagmångkampen i samband med de olympiska gymnastiktävlingarna 1988 i Seoul.